# Peugeot 106
Peugeot 106 — супермини фирмы Peugeot, выпускавшийся с 1991 по 2003 год. Самая маленькая модель французской автомобильной компании сперва выпускалась как 3-дверный хетчбэк, но в 1992 году началось производство 5-дверных моделей. Первоначально автомобиль производился с бензиновыми двигателями следующих параметров: 1124 см³ /60 л.с., 954 см³/50 л. с., 1361 см³/75 л. с., 1361 см³ /94 л.с, а коробка передач была механической. Но 1992 году вышла модификация с дизельным двигателем 1361 см³/50 л. с. А в следующем году бензиновые двигатели приобретают ещё большую мощность: 1294 см³ /98 л. с. и 1587 см³ (88/103 л. с.) В 1994 году появляются версии с дизельным двигателем 1,5 л/57 л. с.
С 1995 года 106 выпускается с 3-ступенчатой коробкой автомат. В 1996 году автомобиль слегка изменил внешность, и перенес полную модернизацию под капотом — новая линейка двигателей состояла из: 1,1 л/60 л. с., 1,4 л /75 л. с., 1,6 л/88 л. с., 1,6 л /101 л. с., 1,6 л 16 кл./118 л. с., дизель 1,5 л/57 л. с.
С 1999 года Peugeot 106 утратил популярность, что вызвано выходом на рынок новой модели Peugeot 206. А в 2002 году была выпущена в ограниченном количестве серия Peugeot 106 Independence. Отличались от обычных модификаций автомобили металлическим окрасом, новым оригинальным оформлением салона и наличием гидроусилителя руля.
Производство 106 прекратилось в 2003 году, всего было произведено 2 798 246 автомобилей и его преемником осенью 2005 года стал Peugeot 107.

## Модификации
- XN — с весьма скромным дополнительным оборудованием
- XR 1.1 — с самым маленьким расходом топлива из всей гаммы 106-х с бензиновыми двигателями
- XRD — с системой центральной блокировки замков и электрическими стеклоподъемниками.
- XS — 3-дверная версия с 1,6-литровым двигателем выпускается с 1995 года
- XSi — с самым мощным двигателем во всей гамме автомобилей 106 серии. Обладает хорошим торможением и красивым салоном.

## Галерея

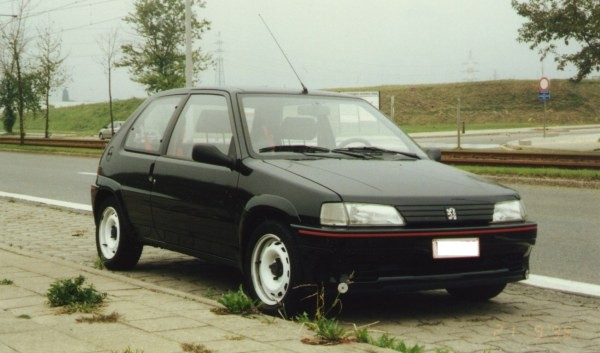
Peugeot 106 (1991—1996)
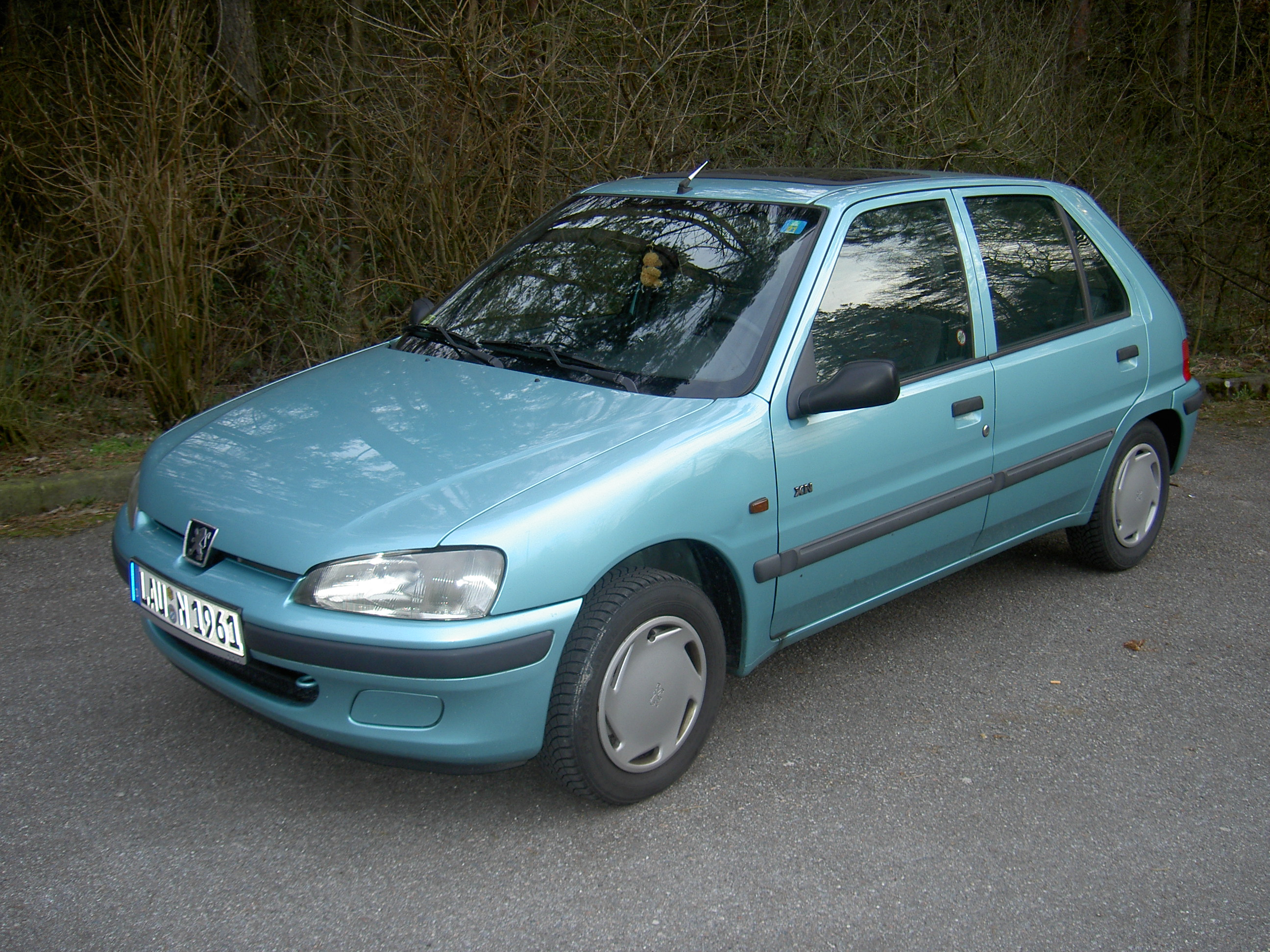
Peugeot 106 (1996—2003)
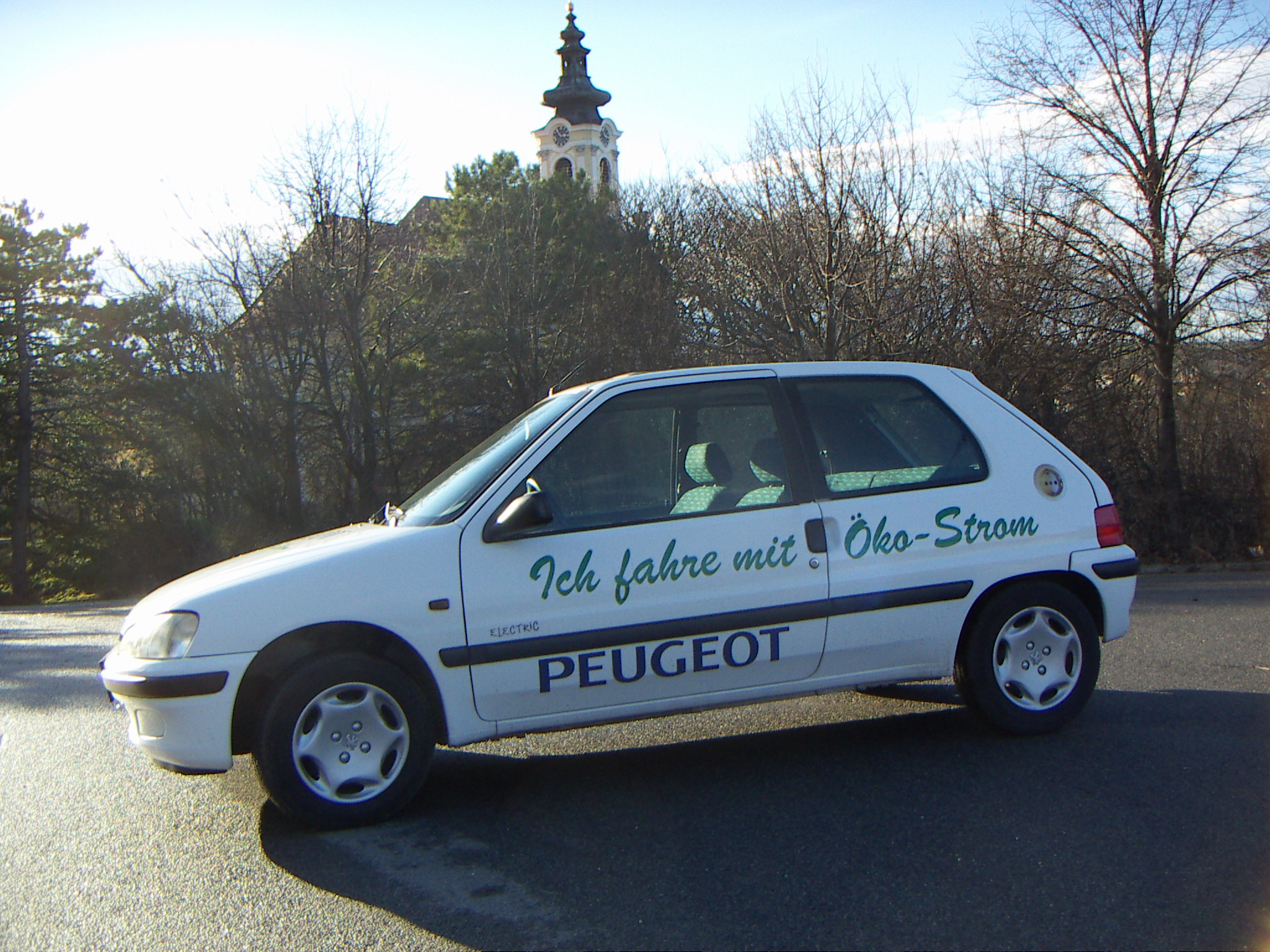
Peugeot 106 electric
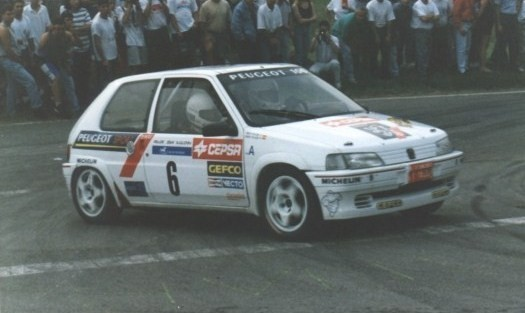
Раллийный Peugeot 106
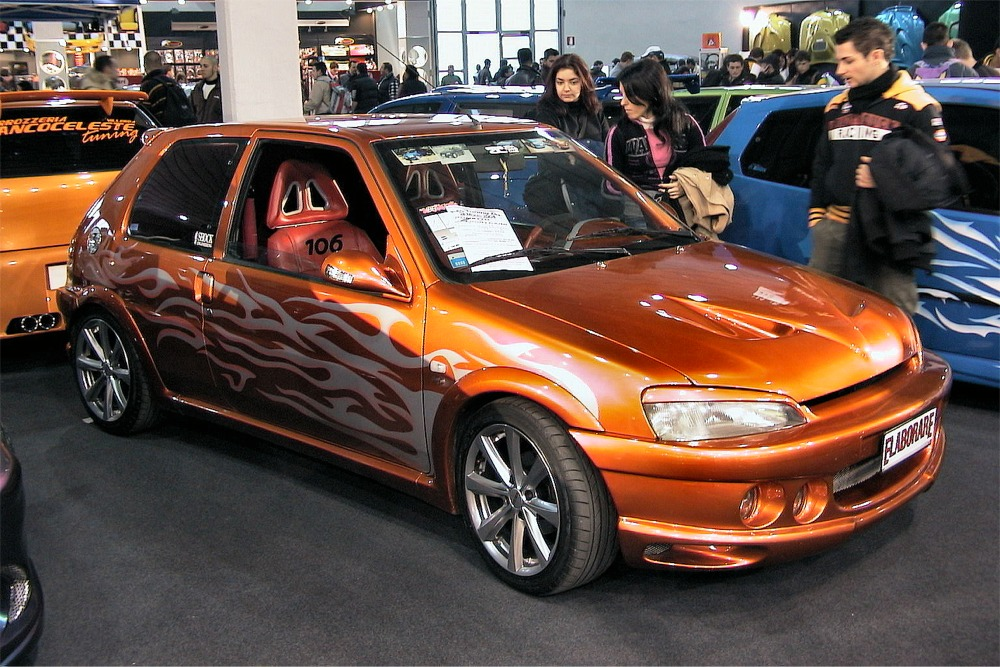
Peugeot 106 с тюнингом
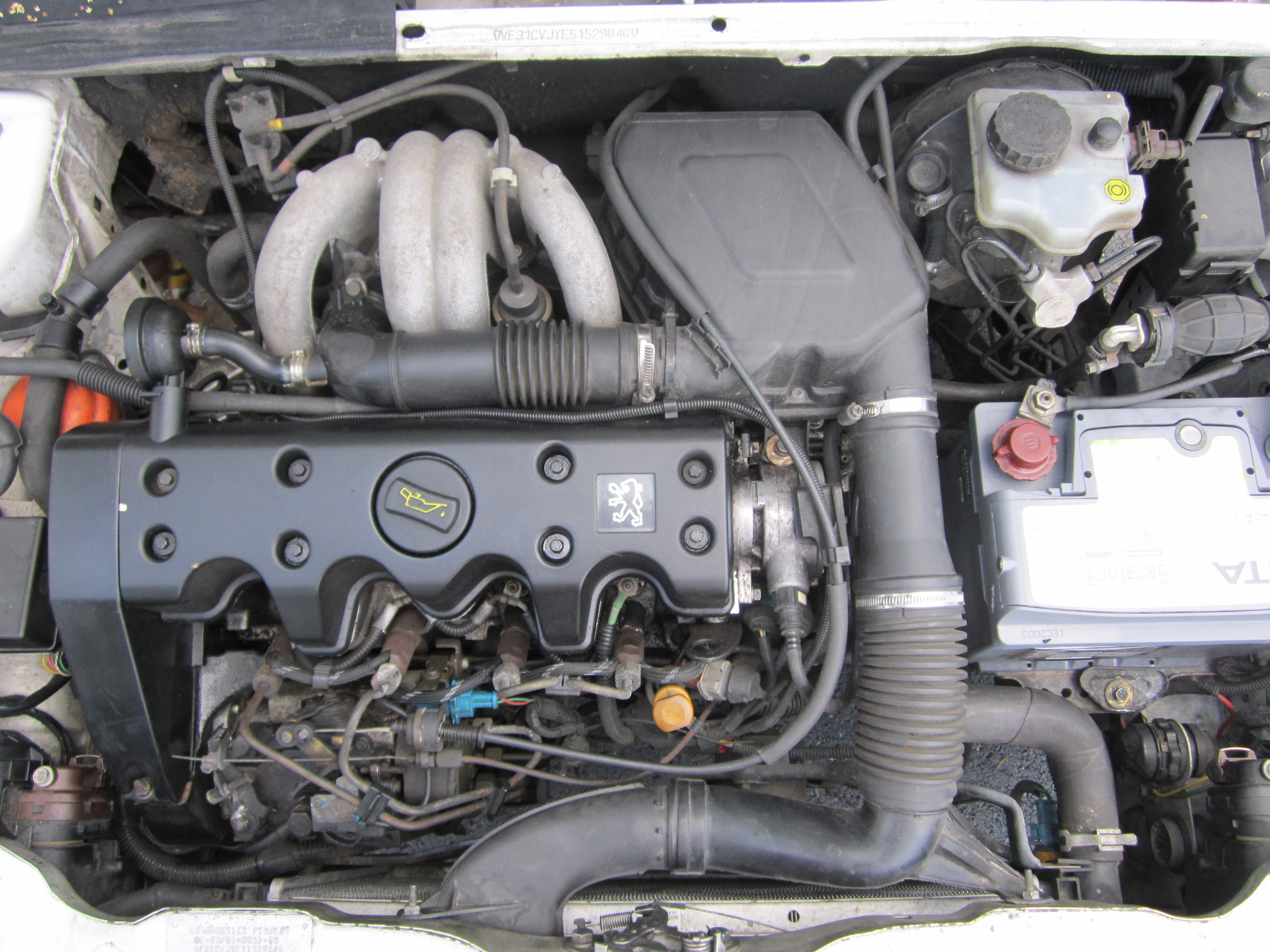
Дизельный двигатель Peugeot 106 1.5 D